# Thanh Thanh Hiền
NSND Thanh Thanh Hiền  (geb. 1969 in Hanoi) ist eine vietnamesische Sängerin. Schon im Alter von 6 Jahren begann sie aufzutreten. Heutzutage wird sie zu den profiliertesten cải-lương-Interpretinnen gezählt. Ihr wurde der Ehrentitel „Volkskünstler Vietnams“ verliehen.